# Дзета
Помилка Lua у Модуль:Navbar у рядку 61: Неприпустима назва {{subst:PAGENAME}}.
Дзе́та (велика Ζ, мала ζ; грец. Ζήτα сучасна вимова МФА: [ziːta], класична давньогрецька МФА: [d͡zɛ̌:ta] чи [zdɛ̌:ta]) — шоста літера грецької абетки, в системі грецьких чисел, має значення 7.

## Історія
Літера «дзета» походить від  («заїн») фінікійської абетки. На відміну від інших грецьких букв, назва «дзета» не пов'язана з назвою фінікійської літери, а виникла за аналогією до «бета», «ета» і «тета».
У сучасній грецькій абетці ζήτα вимовляється як [ˈzita] («зіта») — відповідно до новогрецької фонетики.

## Вимова
У новогрецькій мові передає дзвінкий ясенний фрикативний звук [z].
Питання про вимову «дзети» у давньогрецькій досі остаточно не розв'язане. Більшість підручників приписують їй фонетичне значення /zd/, але деякі мовознавці стверджують, що її слід читати як африкат /d͡z⟩/. Сучасне читання як /z/, з всієї ймовірності, виникло в елліністичну добу, і могло вже бути звичайним в аттичному діалекті: аналіз давньогрецьких драматичних творів припускає можливість одночасної вимови «дзети» і як один звук, і як сполучення приголосних.

## Нащадки
До літер, що утворились від грецької дзети, належать латинська Z та кирилична З.

## Використовування
Велика «дзета» поза писемністю грецької мови не вживається — через її графічну тотожність латинській Z. Мала літера використовується для позначення:
- В астрономії — шоста (як правило) за яскравістю зоря в сузір'ї (позначення Байєра)
- У математиці — дзета-функція Рімана та інші дзета-функції
- У хімії — дзета-потенціал